# Hrvatski biografski leksikon
Hrvatski biografski leksikon (HBL) u izdanju Leksikografskog zavoda Miroslav Krleža opsežno je i cjelovito životopisno i bibliografsko leksikografsko izdanje.

## Povijest
Ideja o hrvatskom biografskom leksikonu javila se na poticaj Miroslava Krleže 1970-ih godina.
Izrada Leksikona započela je 1978., a glavni urednik bio je Nikica Kolumbić, a prva knjiga pojavila se iz tiska 1983. godine. Nakon objave prvog sveska milicija je zaplijenila više primjeraka Leksikona. Leksikon se našao na udaru kritika komunističkih vlasti jer je sadržavao i životopise katoličkih svećenika.

## Sadržaj
Hrvatski biografski leksikon sadrži iscrpne životopise Hrvata koji su ostavili zapaženi trag u Hrvatskoj i svijetu, kao i pripadnika drugih naroda koji su sudjelovali u javnom životu hrvatskih zemalja. Prilikom prvog izdanja učinjen je presedan u odnosu na slične inozemne leksikone te su u njega uvrštene i živuće osobe koje su rođene do kraja godine 1945. godine.
Trenutno se u leksikonu na više od pet tisuća stranica nalazi više od jedanaest tisuća članaka i oko četiri tisuće ilustracija, što nije konačan broj. U dosadašnjih osam svezaka raspored natuknica je sljedeći:
- 1. svezak: A - Bi (1983., 800 stranica) ISBN 9536036169
- 2. svezak: Bj–C (1989., 784 stranica) ISBN 8670530155
- 3. svezak: Č - Đ (1993., 779 stranica) ISBN 9536036185
- 4. svezak: E - Gm (1998., 766 stranica) ISBN 9536036193
- 5. svezak: Gn - H (2002., 775 stranica) ISBN 9536036207
- 6. svezak: I - Kal (2005., 761 stranica) ISBN 9536036215
- 7. svezak: Kam - Ko (2009., 842 stranica) ISBN 9789532680096
- 8. svezak: Kr - Li (2013., 714 stranica) ISBN 9789532680287
- 9. svezak: Lo - Marj (2021., 701 stranica), ISBN 9789532680638

U naslovnim se podacima kod natuknica u leksikonu uz prihvaćeni oblik prezimena i imena u zagradama navode i drugi oblici, i to uglavnom oni pod kojima se osoba pojavljuje u drugim izdanjima LZMK. Kada se radi o različitim oblicima koji se nalaze samo u arhivskim dokumentima, oni se po potrebi navode na odgovarajućem mjestu u članku. Kao uputnice navode se oni oblici prezimena iz zagrada koji bi za neke čitatelje mogli biti jedini oblici pod kojim znaju za dotičnu osobu, ili je ta osoba također poznata pod tim oblikom imena ili pseudonimom.

### Mrežno izdanje
Odabrani članci sedmog sveska Hrvatskog biografskog leksikona, dostupni su u digitalnom obliku na Portalu znanja Leksikografskog zavoda Miroslav Krleža. Usporedno s razvojem mrežnog izdanja Hrvatske enciklopedije, širi se i sadržaj ostalih online izdanja. Tako je sadržaj portala Hrvatskog biografskog leksikona nadopunjen s člancima prvog sveska te se radi na daljnjem nadopunjavanju portala člancima iz ostalih svezaka. Hrvatski biografski leksikon namijenjen je najširem krugu čitatelja svih stupnjeva i profila obrazovanja.

### Članci
- Šišak, Marinko. 2017. Vjerski pisci i prijepori oko Hrvatskoga biografskog leksikona. Kroatologija. Sveučilište u Zagrebu – Fakultet hrvatskih studija. Zagreb. 8 (1–2): 170–186

## Vanjske poveznice
- Hrvatski biografski leksikon – mrežna inačica